# Rielasingen-Worblingen
Rielasingen-Worblingen är en kommuni Landkreis Konstanz i regionen Schwarzwald-Baar-Heuberg i Regierungsbezirk Freiburg i förbundslandet Baden-Württemberg i Tyskland. 
Kommunen bildades 1 januari 1975 genom en sammanslagning av kommunerna Rielasingen och Worblingen.
Kommunen ingår i kommunalförbundet Singen (Hohentwiel) tillsammans med staden Singen (Hohentwiel) och kommunerna Steißlingen och Volkertshausen.